# Маттейс Браувер
Маттейс Браувер (нід. Matthijs Brouwer, 1 липня 1980) — нідерландський хокеїст на траві.
Срібний призер Олімпійських Ігор 2004 року, учасник 2008 року.
Бронзовий призер Чемпіонату світу 2002 року.
Чемпіон Європи 2007 року, срібний призер 2005 року.
Переможець Трофею чемпіонів 2000, 2002, 2003, 2006 років, срібний призер 2004, 2005 років, бронзовий призер 2007 року.